# Мустафа Чамран
Мустафа Чамран (також Чамрон) Савехі́ (перс. مصطفی چمران ساوه‌ای; 8 березня 1932, Тегеран — 20 червня 1981, Хузестан) — іранський фізик, політик, полководець і партизан, який був першим міністром оборони постреволюційного Ірану і членом парламенту, а також командиром воєнізованого добровольчого формування в ірано-іракській війні, відомого як «Штаб нерегулярної війни». Загинув під час ірансько-іракської війни. В Ірані відомий як мученик і символ ідейного та революційного мусульманина, який залишив академічну кар'єру і престижні посади вченого і професора в США, Каліфорнійському університеті в Берклі, і мігрував з метою допомоги ісламським рухам в Єгипті, Лівані та Палестині в якості головного революційного партизана, а також повернувся в Іран після Ісламської революції. В Лівані допоміг заснувати рух «Амаль», також навчав і виховував дітей-сиріт.

## Раннє життя та освіта
Чамран народився в релігійній родині 2 жовтня 1932 року в Тегерані . Релігійну освіту здобув у Махмуда Талегані та Мортези Мотаххарі. Навчався в середній школі Альборз, а потім закінчив Тегеранський університет зі ступенем бакалавра з електромеханіки.
Наприкінці 1950-х років він переїхав до США для здобуття вищої освіти, отримавши ступінь магістра в Техаському університеті A&M. Потім він продовжив здобувати ступінь доктора філософії в галузі електротехніки та фізики плазми в 1963 році в каліфорнійському університеті, Берклі.
У книзі «Самостійне конструювання та розвиток» він розповів, що в 1960-х роках був найнятий на посаду наукового співробітника в Bell Laboratories та Лабораторії реактивного руху НАСА.

## Політична кар'єра
Чамрам був одним із головних членів Визвольного руху Ірану, який очолював Мегді Базарґан у 1960х. Разом із Ебрагімом Язді, Садеґом Ґотбзаде та Алі Шаріяті належав до радикального зовнішнього крила.
Після закінчення навчання, Чамран поїхав на Кубу проходити військову підготовку. В грудні 1963 він разом із Якді та Ґотбзаде покинув США і похав до Єгипту, де він навчався веденню партизанської війни. На прохання єгипетської влади вони погодилися створити антишахську організацію, яку пізніше назвали САМА, для об'єднання та дії. Чамрана обрали її військовим головою. Після повернення до США в 1965 він заснував у Сан Хосе групу Червоний Шиїзм, яка мала на меті готувати бійців. Його брат Мегді також належав до цієї групи. В 1968 він заснував іншу групу, Асоціацію студентів-мусульман Америки, якою керував Ебрагім Язді. Ця група зуміла створити свої осередки у Великобританії та Франції.

## Смерть
Чамран очолював піхотний підрозділ під час ірано-іракської війни і отримав два поранення в ліву ногу осколками мінометної міни. Однак він відмовився залишити свій підрозділ. 21 червня 1981 року, коли війна ще тривала, його було вбито в Деглавіє. Його смерть була розцінена як «підозріла», і пов'язані з нею деталі залишилися незрозумілими. Чамран був похований на кладовищі Бехешт-е Захра в Тегерані.

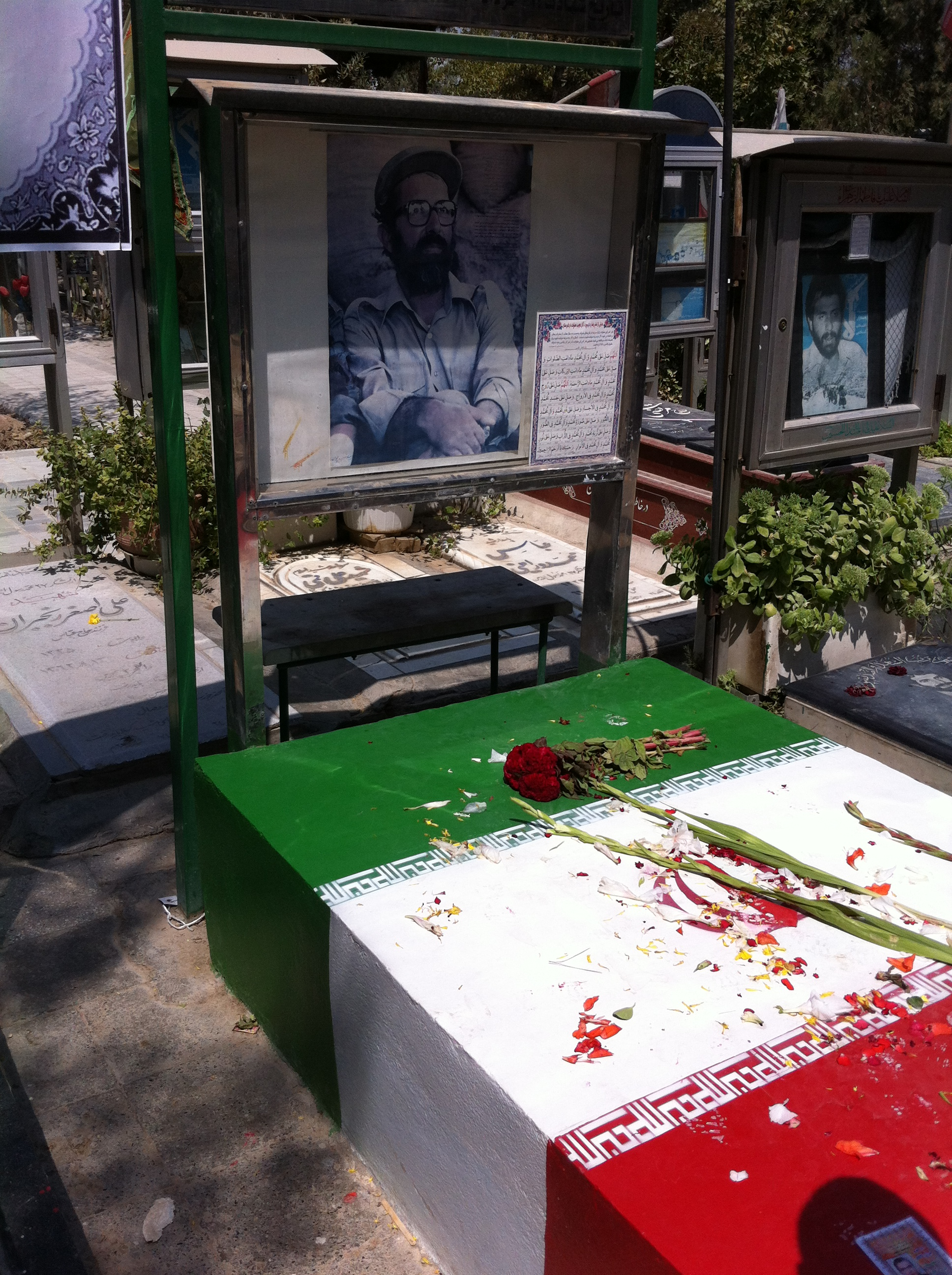
Могила Мостафи Чамрана на кладовищі Бехешт-е Захра в Ірані

## Спадщина
Аятолла Хомейні публічно проголосив Чамрана мучеником, назвавши його «великим командиром Ісламу» і «пильним воїном, відданим вищому шляху». Чамрану посмертно присвоїли статус героя, на його честь було названо багато будівель і вулиць в Ірані та Лівані, а також швидкісне шосе й університет.
З 2008 року в будинку в Тегерані, в якому жив Чамран, працює музей його імені.
У 2012 році письменник Мохсен Алаві Поур опублікував його біографію.
У 2013 році ім'ям Чамрана було названо новий вид метеликів — Anagnorisma chamrani.
У 2013 році британський письменник Нік Робінсон опублікував книгу-біографію про життя Чамрана. Книга містить 82 коротенькі оповідки від людей, які знали його особисто, починаючи з друзів дитинства, закінчуючи його другою дружиною і бойовими побратимами.
У 2014 був випущений фільм режисера Ебрагіма Хатамікії «Че», який отримав кілька кінонагород. Фільм показує драматичні події курдського заворушення на заході Ірану. Дія фільму відбувається протягом двох діб у серпні 1979.
У 2017 іранський режисер Реза Міркерімі зробив анімаційний фільм про Чамрана - "Мустафа. Розповідь про життя мученика доктора Мустафи Чамрана" (перс. مصطفی. روایتی از زندگی شهید دکتر مصطفس چمران )

## Спадщина українською
- 2023 - книгу, яку видав Нік Робінсон у Великобританії, перекладено під назвою "Мустафа Чамрон і його стиль життя".
- 2025 - анімаційний фільм Рези Міркерімі був субтитрований українською під назвою "Мустафа. Історія життя мученика доктора Мустафи Чамрона"